# St. Paulus (Recklinghausen)

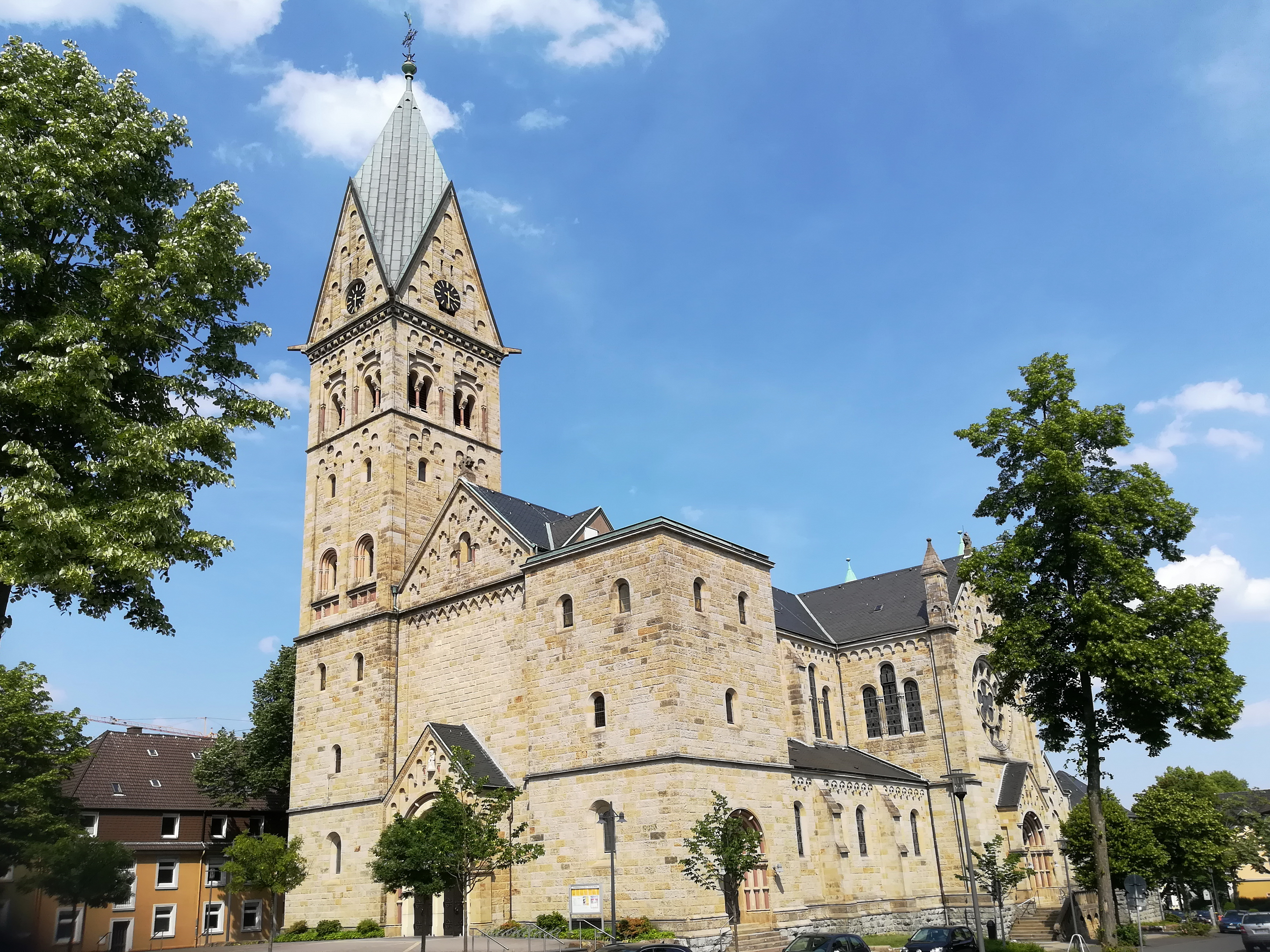
St. Paulus (Recklinghausen)

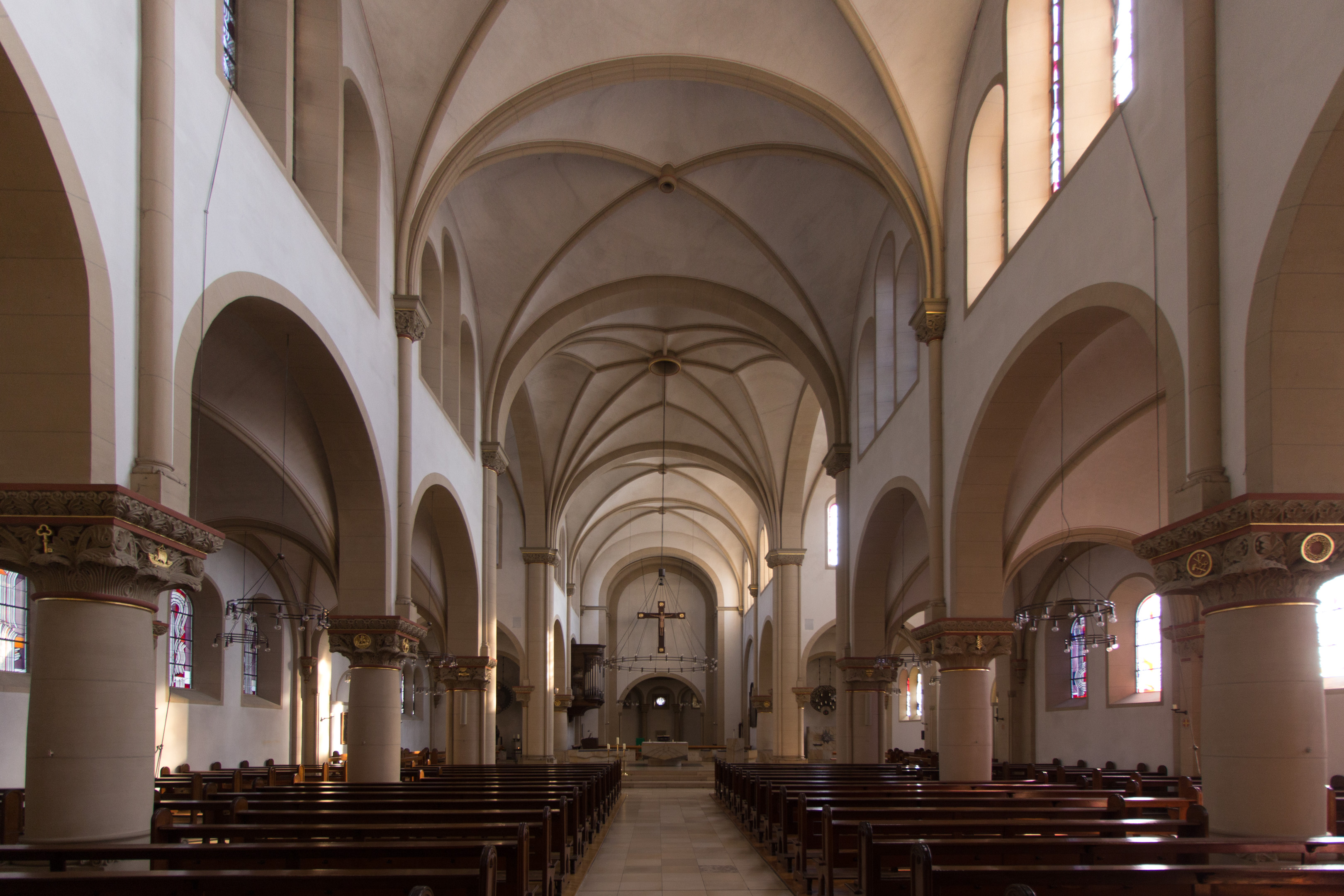
Innenraum

Die römisch-katholische Kirche St. Paulus ist ein Kirchengebäude in Recklinghausen. Von den Maßen des Kirchenschiffs her ist sie die größte Kirche der Stadt, ihr Turm liegt mit 69 m hingegen einige Meter hinter denen der neugotischen Liebfrauenkirche und Johanneskirche (je 75 m) sowie der Barockhaube der Petruskirche (72 m) zurück.

## Baugeschichte
Die Kirche wurde 1906 in Form einer neoromanischen Basilika erbaut. Anstelle der vorgesehenen zwei Türme ist nur ein Turm gebaut worden. Durch Bomben wurde die Kirche 1944 stark beschädigt.  Die Kirche steht heute unter Denkmalschutz.

## Ausstattung
Zu den Sehenswürdigkeiten der Kirche zählen u. a. die Kreuzwegbilder aus dem Jahr 1917, das Triumphkreuz mit den vier Evangelisten an den Balkenenden aus dem Jahre 1931 und die denkmalgeschützte romanische Hauptorgel mit 56 Registern.

## Orgel

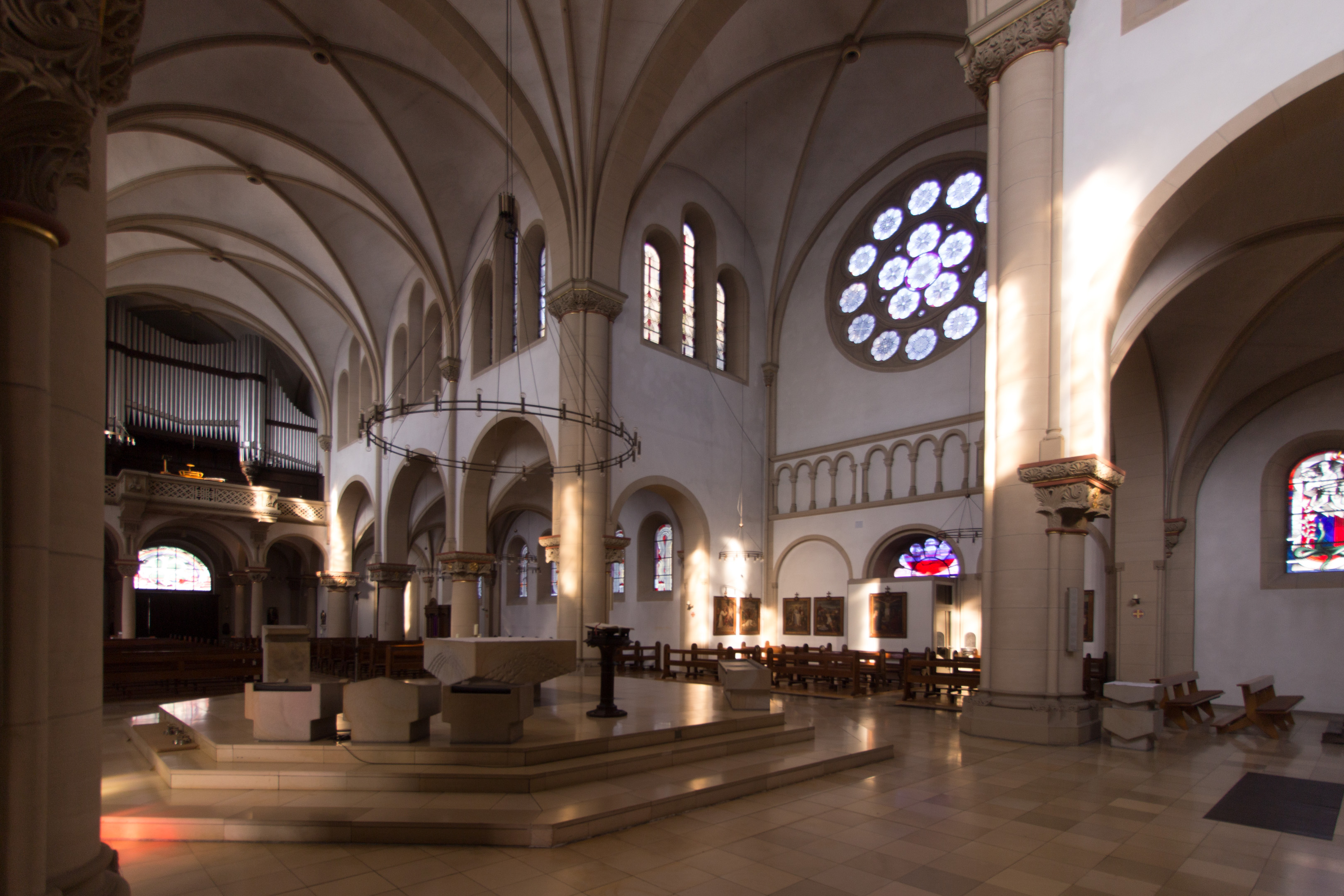
Kirchenraum mit Blick auf die Hauptorgel

Die Orgel wurde 1930 von dem Orgelbauer Franz Breil (Dorsten) mit 56 Registern auf drei Manualwerken und Pedal (Kegelladen) erbaut. 1965 wurde das Instrument durch den Erbauer restauriert. Es erhielt einen neuen Spieltisch, und es wurden drei Register ausgetauscht. 1980 wurde die ebenfalls von Breil erbaute Orgel aus der Kapelle des Prosperhospitals in der Chorapsis von St. Paulus in einem neuen Gehäuse als Chororgel untergebracht. 1987 wurde ein neuer fünfmanualiger Spieltisch eingebaut, von dem auch die Chororgel angespielt werden kann: Die beiden Manualwerke der Chororgel sind als Fernwerke I und II von der Hauptorgel anspielbar. Die Orgelanlage hat insgesamt 70 Register. Die Spiel- und Registertrakturen sind elektropneumatisch.
| I Hauptwerk C–g3 |        |
| Principal        | 16′    |
| Bordun           | 16′    |
| Principal        | 08′    |
| Flauto major     | 08′    |
| Viola di Gamba 0 | 08′    |
| Dolce            | 08′    |
| Octave           | 04′    |
| Rohrflöte        | 04′    |
| Quinte           | 02 ⁄3′ |
| Octave           | 02′    |
| Blockflöte       | 02′    |
| Mixtur V         | 02′    |
| Cornett V        | 08′    |
| Trompete         | 08′    |
| Tremulant        |        |

| II Schwellpositiv C–g3 |     |
| Principal              | 08′ |
| Konzertflöte           | 08′ |
| Salicional             | 08′ |
| Quintadena             | 08′ |
| Praestant              | 04′ |
| Blockflöte             | 04′ |
| Octave                 | 02′ |
| Waldflöte              | 02′ |
| Scharff III            | 01′ |
| Rankett                | 16′ |
| Krummhorn              | 08′ |
| Tremulant              |     |
| Glockenspiel           |     |

| III Schwellwerk C–g3 |         |
| Lieblich Gedackt 0   | 16′     |
| Flötenprincipal      | 08′     |
| Doppelflöte          | 08′     |
| Gedackt              | 08′     |
| Aeoline              | 08′     |
| Vox coelestis        | 08′     |
| Principal            | 04′     |
| Nachthorn            | 04′     |
| Nasard               | 02 ⁄3′  |
| Piccolo              | 02′     |
| Terz                 | 01 3⁄5′ |
| Schwiegel            | 01′     |
| Rauschpfeife IV      | 02 ⁄3′  |
| Basson               | 16′     |
| Tuba                 | 08′     |
| Klarinette           | 08′     |
| Zinke                | 04′     |
| Tremulant            |         |

| IV Fernwerk I C–g3 |     |
| Prinzipal          | 08′ |
| Salicional         | 08′ |
| Viola di Gamba     | 08′ |
| Traversflöte       | 04′ |
| Mixtur III–IV      | 02′ |

| V Fernwerk II C–g3 |         |
| Konzertflöte       | 08′     |
| Bordun             | 08′     |
| Gemshorn           | 04′     |
| Quinte             | 02 ⁄3′  |
| Terz               | 01 3⁄5′ |
| Sesquialtera II    | 02 ⁄3′  |
| Tremulant          |         |

| Pedalwerk C–f1    |         |
| Principalbass     | 16′     |
| Violon            | 16′     |
| Subbass           | 16′     |
| Quintbass         | 10 2⁄3′ |
| Bassflöte         | 08′     |
| Gedackt           | 08′     |
| Cello             | 08′     |
| Octave            | 04′     |
| Pedalmixtur V     | 02 ⁄3′  |
| Bombarde          | 32′     |
| Posaune           | 16′     |
| Basstrompete      | 08′     |
| Clairon           | 04′     |
| Singend Cornett 0 | 02′     |

| Chororgel-Pedal C–f1 |     |
| Subbass              | 16′ |
| Violon               | 08′ |
| Choralbass           | 04′ |

- Koppeln:
  - Normalkoppeln: II/I, III/I, III/II, (IV/I, IV/II, IV/III, V/I, V/II, V/III, V/IV), I/P, II/P, III/P, (IV/P, V/P)
  - Superoktavkoppeln: II/I, III/I, II/II, III/III, I/P
- Spielhilfen: 3 freie Kombinationen, 1 freie Pedalkombination, Tutti, Crescendowalze, Zungeneinzelabsteller

## Glocken
Im Turm von St. Paulus hängen seit 1923 vier Stahlglocken, gegossen in der Bochumer Glockengießerei. Sie tragen die Namen „Paulus“, „Johannes“, „Augustinus“ und „Clemens“ und haben die Schlagtöne a0, cis1, e1 und fis1.